# Erlöserkirche (Hamburg-Borgfelde)

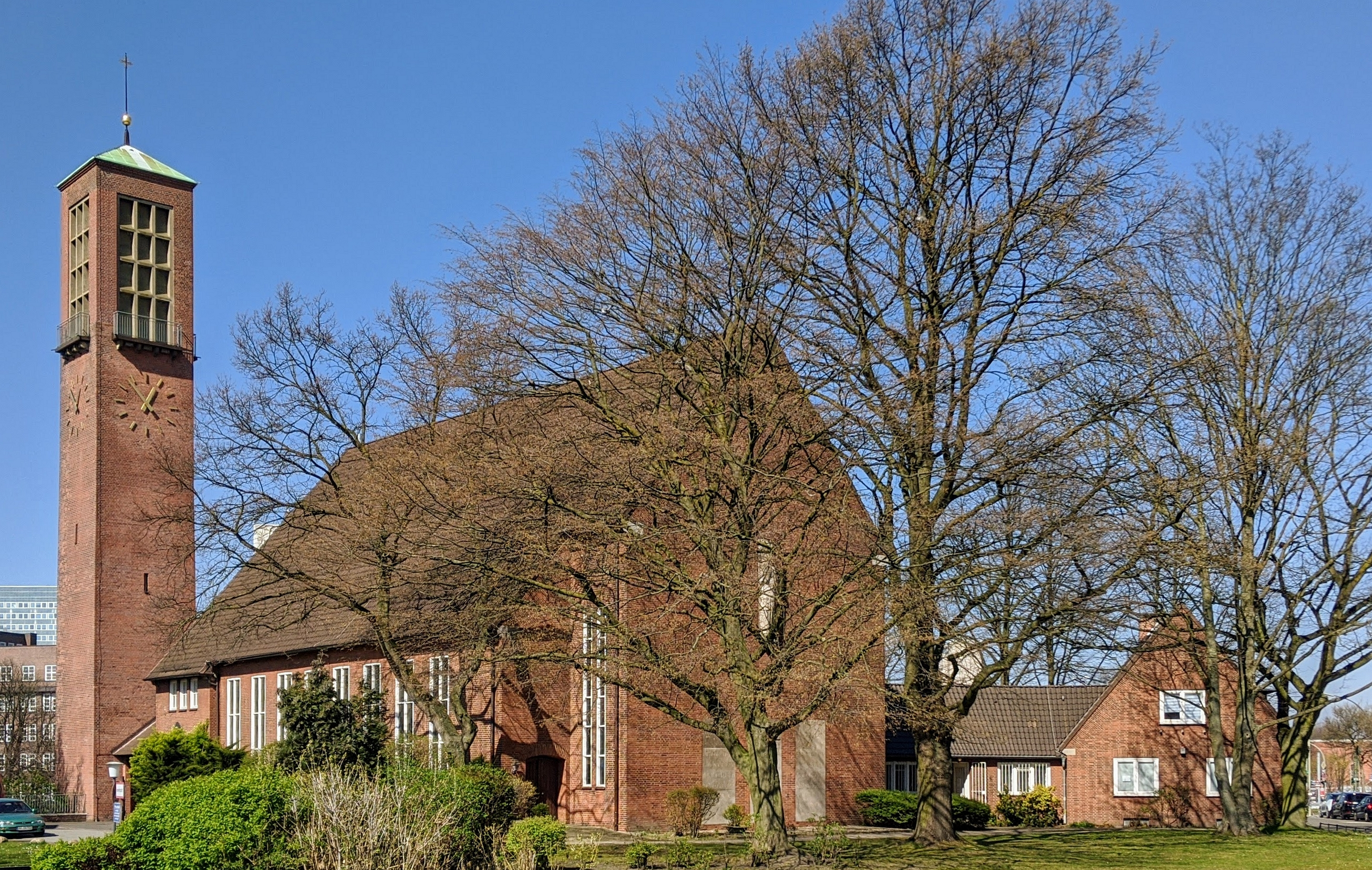
Erlöserkirche mit Gemeindehaus, Ansicht von Südosten (Klaus-Groth-Straße)

Die Erlöserkirche (ⓘ) im Hamburger Stadtteil Borgfelde gehört zur evangelisch-lutherischen Kirchengemeinde St. Georg-Borgfelde. Sie ist der erste Kirchenneubau nach den Zerstörungen des Zweiten Weltkriegs in Hamburg. Heute feiern vor allem Christen aus Ghana ihre Gottesdienste in der Erlöserkirche.

## Geschichte

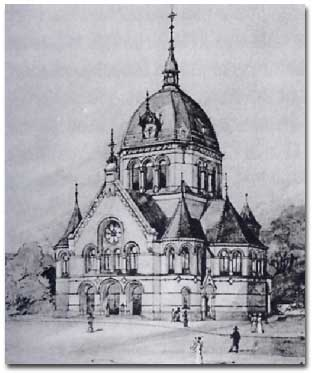
Vorgängerbau

Der Grundstein zum Vorgängerbau der heutigen Erlöserkirche wurde 1902 gelegt; zwei Jahre zuvor war die Kirchengemeinde Borgfelde in Abtrennung von der Gemeinde St. Georg entstanden; im November 1903 wurde der Bau eingeweiht. Die Pläne für den neuromanischen Bau mit Zentralkuppel stammten von Georg Thielen († 1901). Fernando Lorenzen hatte dazu einen quadratischen Innenraum mit Vorhalle entworfen, in dem Altar, Kanzel und Orgel zentral angeordnet waren, Sitzbänke und Emporen für die Gemeinde um dieses Zentrum herum. Der alte Kirchenbau bot Platz für 600 Gläubige. Im Hamburger Feuersturm wurde die alte Erlöserkirche im Juli 1943 zerstört, die Ruine wurde im März 1950 gesprengt.
Die heutige Erlöserkirche wurde am 9. November 1952 als erster Kirchenneubau in Hamburg nach dem Zweiten Weltkrieg eingeweiht, einen Tag vor dem 49. Jahrestag der Einweihung ihrer Vorgängerin. Seit Juni 1955 erinnert ein Gedächtnismal an der Ostwand der Kirche an die Toten beider Weltkriege, es wurde von Hans Kock gestaltet. Der Turm der Erlöserkirche wurde erst 1957 fertiggestellt; im Mai konnten die Glocken geweiht werden. Das Gemeindehaus steht seit dem Jahr 1961. Ein Kindertagesheim wurde 1974 eröffnet. Das an der Bürgerweide gelegene Pastorat der alten Erlöserkirche, das den Zweiten Weltkrieg überstanden hatte, wurde 1990 verkauft. Seit 2004 die Kirchengemeinden St. Georg und Borgfelde wieder vereinigt wurden, gehört die Erlöserkirche zusammen mit der Heiligen Dreieinigkeitskirche St. Georg zur Kirchengemeinde St. Georg-Borgfelde.

## Gottesdienste und Afrikanisches Zentrum Borgfelde

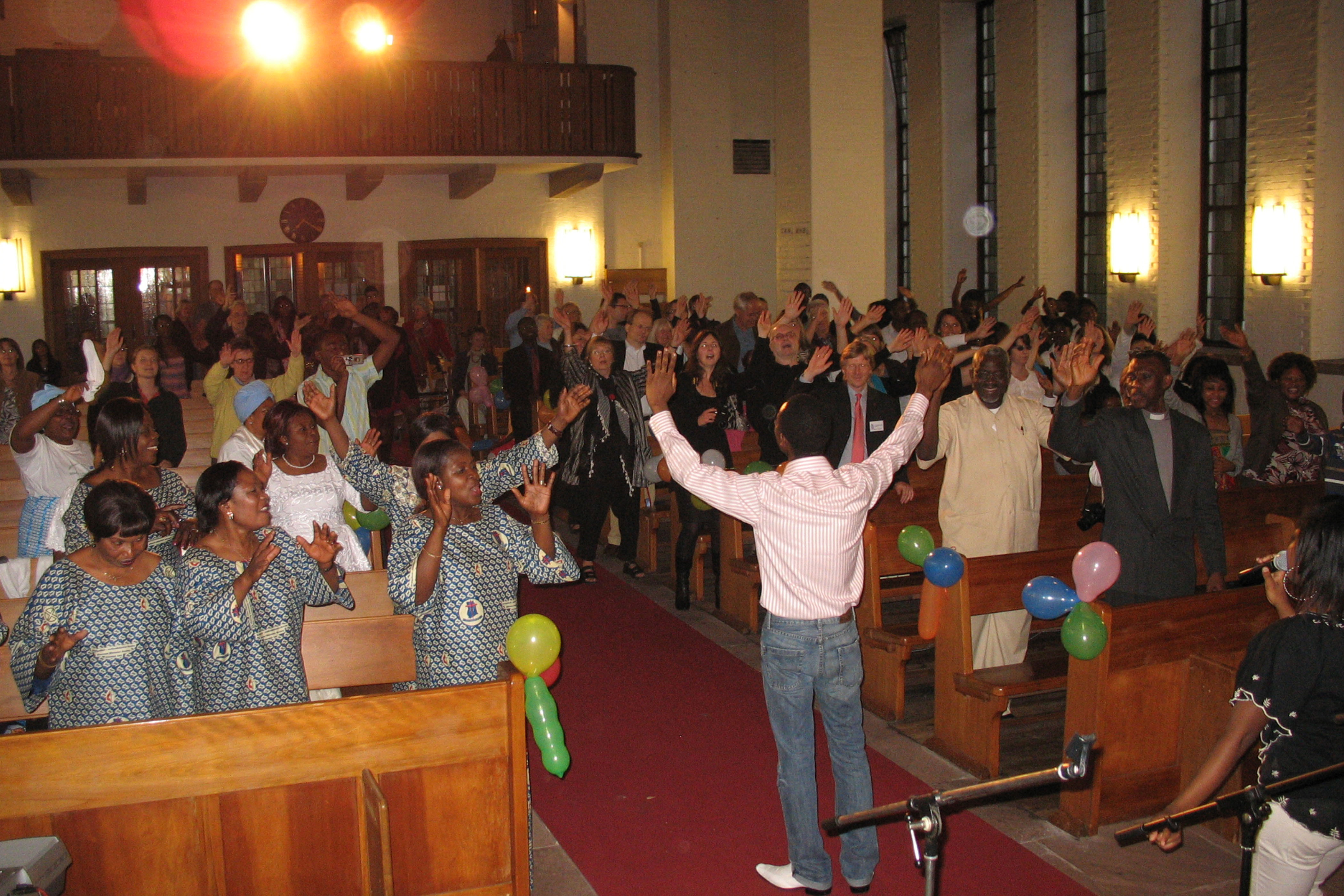
Szene aus der Nacht der Kirchen (2009)

Heute feiern vor allem Mitglieder der Christ Ambassadors Ministries International und der African Christian Church Hamburg jeden Sonntag ihre Gottesdienste in der Erlöserkirche.
Einmal im Monat (am 2. Sonntag um 11:00 Uhr) wird gemeinsam der Internationale Gospel-Gottesdienst in Hamburg gefeiert. Er steht im Mittelpunkt der Aktivitäten des Afrikanischen Zentrums Borgfelde, ein Ort der Gastfreundschaft von Afrikanern und Deutschen für alle.
Begonnen haben diese interkulturellen Aktivitäten 2005 mit der Ansiedlung des Büros der Seelsorge für Afrikaner in Hamburg im Turm der Erlöserkirche.

## Bauwerk

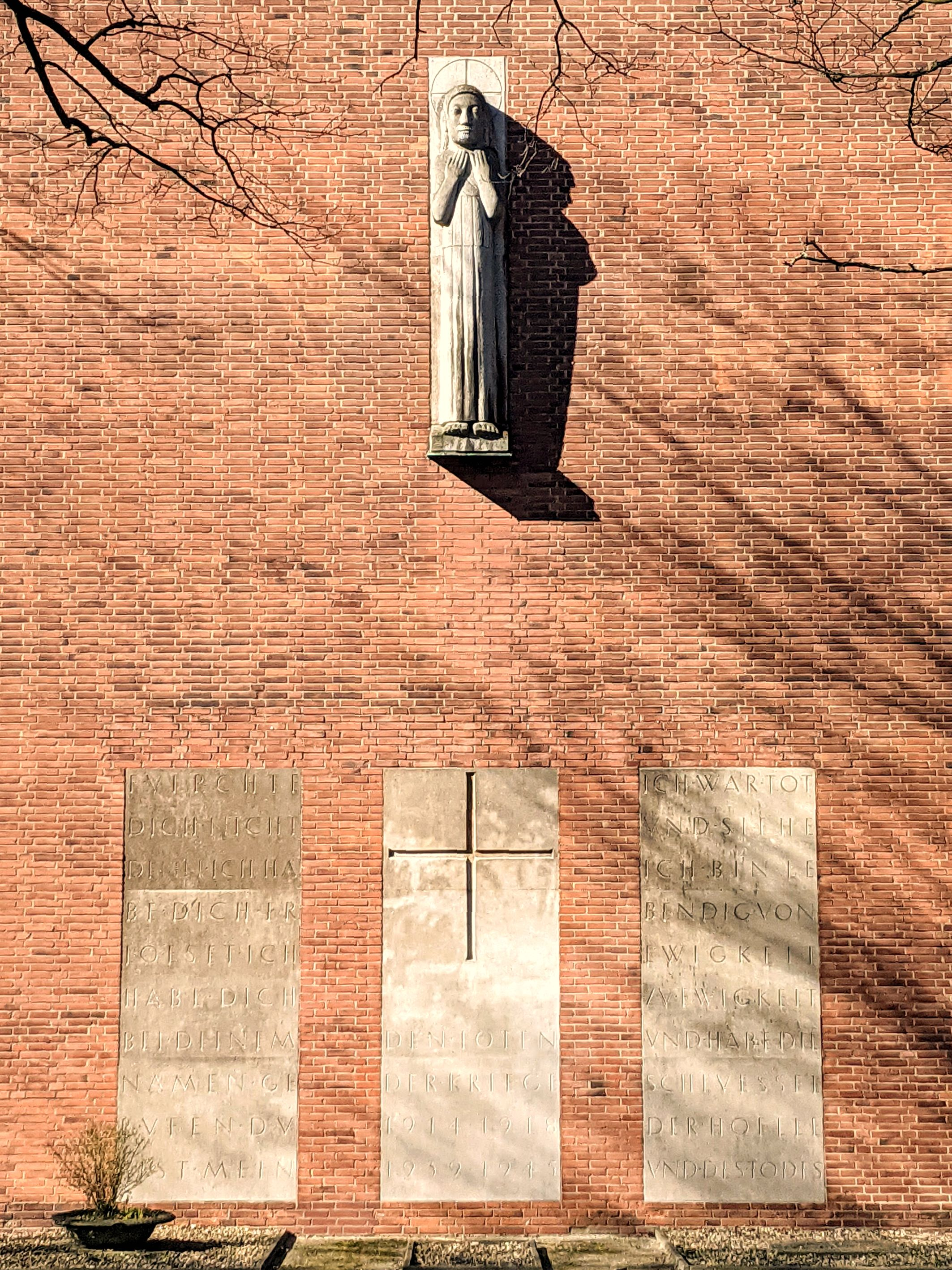
Ostwand mit Mahnmal von Hans Kock

Der von Henry Schlote und Friedrich Richard Ostermeyer geplante Bau mit Satteldach ist betont schlicht gehalten. Einziger Zierrat an der Fassade sind kleine Balkone am Turm und das Mahnmal an der Ostwand. Lediglich die Durchgänge mit Segmentbögen stellen ein Zugeständnis an vormoderne Traditionen dar.
Schlicht wie die äußere Erscheinung der Kirche ist auch der Innenraum. Er ist flach gedeckt, dreischiffig und erinnert an eine romanische Basilika; der Altarraum ist durch einen Rundbogen abgegrenzt. Die hohen Fenster sind aus einfachem Glas; einziger Schmuck sind das schlichte Holzkreuz hinter dem Altar, die von Ursula Querner geschnitzten Wände der Kanzel und die Reliefs am Taufstein von Fritz Fleer – sie zeigen die Taufe Jesu im Jordan und die Arche Noah.